# Adolf Bauer (Politiker, 1940)
Adolf Bauer  (* 6. März 1940 in Friesoythe) ist ein deutscher Politiker (SPD) und war von 2003 bis 2022 Präsident des Sozialverband Deutschlands (SoVD).

## Werdegang
Adolf Bauer ist ein Kind einer Kriegerwitwe. Sein Vater ist Anfang Februar 1942 gefallen. Nach einer Ausbildung als Techniker sowie einem Ingenieurstudium hat er von 1962 bis 1965 ein Lehramtsstudium an der Universität Oldenburg mit den Prüfungsfächern Pädagogik, Psychologie, Politik, Erdkunde, Mathematik absolviert. 1965 bis 1971 war er an verschiedenen Grund- und Hauptschulen in der Region Oldenburg als Lehrer tätig. Danach bis 1975 Grundschulleiter in Altjührden bei Varel. 1975 bis 2001 wechselte er an ein Schulzentrum in Westerstede. Bauer ist gewerkschaftlich in der GEW organisiert.

## Politik
Seit 1969 engagierte er sich aktiv in der Kommunalpolitik und war seit 1986 für die SPD Mitglied im Stadtrat  Westerstede; 1991 bis 2006 wurde er in den Kreistag  des Landkreises  Ammerland gewählt und war Mitglied und Vorsitzender von Sozialausschüssen. In dieser Zeit war er auch Mitglied im Verwaltungsrat der Ammerland-Klinik-GmbH und der Verwaltungsräte der Ammerländer-Wohnungsbau-GmbH.

## Sozialverband
1981 trat er In den SoVD Ortsverband Westerstede, damals noch Reichsbund, ein. 1988 bis 2018 übernahm er den Vorsitz. 1995 wurde der in den Landesvorstand gewählt; 2003 übernahm er den Vorsitz bis 2019. 2003 wurde Bauer SoVD-Präsident und ist es bis jetzt in der fünften Amtsperiode. Sein Amt legte er zum 30. September 2022 nieder.
Bauer ist verwitwet, Vater von zwei erwachsenen Kindern und lebt mit seiner Lebensgefährtin in Westerstede. Sein Hobby ist die Gartenarbeit.

## Zitat
„Mein  Antrieb  ist wahrscheinlich dieser unbändige Gerechtigkeitsfimmel.“

## Auszeichnungen
- 2007: Bundesverdienstkreuz am Bande